# Myślibórz (stacja kolejowa)
Myślibórz – zlikwidowana stacja kolejowa w Myśliborzu, w województwie zachodniopomorskim, w Polsce. Funkcjonowała 118 lat, od 31 sierpnia 1882  r. do 2 kwietnia 2000 r., kiedy to przejechał ostatni pociąg pasażerski na trasie Myślibórz – Głazów. Obsługiwała linię Kostrzyn nad Odrą — Stargard, z odnogą do Gorzowa Wielkopolskiego. W kolejnych latach budynki stacyjne ulegają dewastacji. W 2011 roku w budynku dworca mieścił się sklep meblowy.